# 西日本調理製菓専門学校
西日本調理製菓専門学校（にしにほんちょうりせいかせんもんがっこう）とは、岡山県岡山市北区にある、調理師と製菓衛生師を養成する専門学校。1968年設立。

## 沿革
- 1968年10月 西日本調理師学校を岡山市表町に設立。厚生大臣認可
- 1971年3月 岡山県認可
- 1974年4月 西日本調理師学校を岡山市浜2丁目に移転
- 1981年3月 専修学校として厚生大臣、岡山県認可。西日本調理師専門学校に改称
- 1982年4月 西日本調理師専門学校に製菓衛生師科（現：スイーツ科）設置
- 1985年4月 学校法人厚徳栄養総合学園設立
- 2002年1月 西日本調理師専門学校を岡山市大供3丁目に移転
- 2002年4月 学校法人本山学園に改称、西日本調理製菓専門学校に改称
- 2007年4月 カフェ“Happy×Happy”オープン
- 2014年3月 パティシエ・ブランジェ科が文部科学大臣認定「職業実践専門課程」に認定
- 2016年2月 総合調理専攻科が文部科学大臣認定「職業実践専門課程」に認定

## 設置学科
- 総合調理専攻科（2年/40名）

上級西洋料理、上級日本料理、西洋料理、日本料理、中国料理、デザート、レストラン実習
- 調理師科（1年/70名）

西洋料理、日本料理、中国料理
- スイーツ科（1年/40名）

和菓子、洋菓子、製パン
- パティシエ・ブランジェ科（2年/40名）

洋菓子、製パン、和菓子、カフェ経営
- Wライセンスコース（2年/40名）

西洋料理、日本料理、中国料理、和菓子、洋菓子、製パン、カフェレストラン実習
- 介護食士養成講座

介護食士3級

## 取得資格
- 調理師
- 専門調理師（学科試験免除）
- 介護食士
- 食育インストラクター
- 製菓衛生師（国家試験受験資格）
- 菓子製造技能士2級（受験資格）
- パン製造技能士2級（受験資格）

## 運営法人
- 学校法人本山学園

〒700-0913 岡山県岡山市北区大供3-2-18

## 所在地
- 岡山県岡山市北区大供3-2-18　以前は、東急ホテルだった建物を改装して使っている